# Línea D5 (Montevideo)
La línea D5 de la red de transporte urbano  de Montevideo es una línea diferencial que une la Ciudad Vieja con La Paz, ciudad fronteriza ubicada en Canelones.

## Características
Une desde sus inicios, la Ciudad Vieja de Montevideo con la Ciudad de la Paz, específicamente en la plaza principal, aunque en 2021, se determinó que su recorrido sea extendido hacia la Plaza Maimónides, con motivo de la apertura de la nueva Terminal de La Paz, ubicada en dicha plaza, frente a los Cementerios de La Paz e Israelita.

A partir del 28 de julio de 2023 se realiza el último cambio en su recorrido, precisamente en la zona de Ciudad Vieja.

## Recorridos
Circula en ambos sentidos por los barrios Centro, Aguada, Reducto, Brazo Oriental, Atahualpa, Parque Posadas, Prado, Sayago, Colón, Abayubá y La Paz. 
| Ida (Ciudad Vieja) - Juan Lindolfo Cuestas - Buenos Aires - Liniers - San José - Andes - Mercedes - Avenida Rondeau - Avenida del Libertador - Avenida de las Leyes - Batoví - Yatay - Avenida San Martín - Avenida Millán - Avenida Sayago - Camino Ariel - Corredor Garzón - Andén 2 (Terminal Colón) - Camino Colman - Avenida César Mayo Gutiérrez - José Batlle y Ordóñez - Gral. Artigas - Tomas Aldebalde - Avenida César Mayo Gutiérrez - Teresa Muñoz - Dr. Emilio Andreón - Terminal La Paz (Plaza Maimónides) | Vuelta (La Paz) - Plaza Maimónides - Dr. Emilio Andreón - Tomas Aldebalde - José Batlle y Ordóñez - Avenida César Mayo Gutiérrez - Camino Colman - Andén 1 (Terminal Colón) - Corredor Garzón - Camino Ariel - Avenida Sayago - Avenida Millán - Avenida San Martín - Avenida Agraciada - Avenida de las Leyes - Avenida del Libertador - La Paz - Avenida Rondeau - Avenida del Libertador - Avenida Uruguay - 25 de Mayo - Juncal - Cerrito - Juan Lindolfo Cuestas |